# Joseph Juran
Joseph Moses Juran (Brăila, 24 de diciembre de 1904-Rye, 28 de febrero de 2008) fue un consultor de gestión del siglo XX que es principalmente recordado como un evangelista de la calidad y la gestión de la calidad y la escritura de varios libros influyentes sobre esos temas. Él era el hermano del ganador del Oscar Nathan H. Juran.

## Primeros años
Juran nació en una familia judía en 1904 en Brăila, Rumania, y más tarde vivió en Gura Humorului. En 1912, emigró a Estados Unidos con su familia, estableciéndose en Minneapolis, Minnesota. Juran sobresalió en la escuela, especialmente en matemáticas. Fue un campeón de ajedrez a una edad temprana, y dominaba en el ajedrez en Western Electric. Juran se graduó de la Escuela Secundaria del Sur de Minneapolis en 1920.
En 1924, con una licenciatura en ingeniería eléctrica de la Universidad de Minnesota, Juran se unió a la Western Electric en Hawthorne Works. Su primer trabajo fue en la solución de problemas del Departamento. 
En 1925, Bell Labs propone que el personal capacitado de Hawthorne Works trabaje en su recién desarrollado programa de muestreo estadístico y las técnicas de gráfica de control. Juran fue seleccionado para unirse a la inspección del Departamento de Estadística, pequeño grupo de ingenieros encargados de la aplicación y difusión de innovaciones en el control de calidad estadística.  Esta alta posición de Juran impulsa el rápido ascenso en la organización y el curso de su carrera más tarde.
En 1926, se casó con Sadie Shapiro, y que posteriormente tuvo cuatro hijos: Robert, Sylvia, Carlos y Donald. Ellos habían estado casados por más de 81 años cuando murió en 2008.
Juran fue ascendido a jefe de departamento en 1928, y al año siguiente se convirtió en un jefe de división. Él publicó su primer artículo relacionado en calidad de Ingeniería Mecánica en 1935. En 1937, se trasladó a Western Electric /AT&T en la sede de la Ciudad de Nueva York.

## Contribuciones

### Principio de Pareto
Fue en 1941 que Juran descubrió la obra de Vilfredo Pareto. Juran amplió la aplicación del principio de Pareto a cuestiones de calidad (por ejemplo, el 80% de un problema es causado por el 20% de las causas). Esto también se conoce como "los pocos vitales y muchos triviales". Juran en los últimos años ha preferido "los pocos vitales y los muchos útiles" para indicar que el 80% restante de las causas no deben ser totalmente ignoradas.

### Teoría de la gestión de calidad
Cuando él comenzó su carrera en la década de 1920 el principal foco en la gestión de la calidad es de la calidad de la final, o productos acabados. Los instrumentos utilizados eran de la Campana de la aceptación del sistema de muestreo, planes de inspección, y las gráficas de control. Las ideas de Frederick Winslow Taylor dominaban.
Juran es ampliamente acreditado por la adición de la dimensión humana de la gestión de la calidad. Él impulsó la educación y la formación de directivos. Para Juran, las relaciones humanas son los problemas para aislar. La resistencia al cambio, en su términos, la resistencia cultural la causa fundamental de las cuestiones de calidad. Él escribió Avance de gestión, que fue publicado en 1964, destacando la cuestión.
La visión ampliada de Juran de la gestión de la calidad y fuera de los muros de la fábrica se extienden también a los que no son procesos de fabricación, especialmente los que podrían ser considerados como servicios relacionados. Por ejemplo, en una entrevista publicada en 1997, observó:

Las cuestiones clave que enfrentan los administradores de las ventas no son diferentes que los que se enfrentan los administradores en otras disciplinas. Jefes de ventas dicen que se enfrentan a problemas como por ejemplo: "nos lleva demasiado tiempo ... tenemos que reducir la tasa de error". Quieren saber, "¿Cómo nos perciben los clientes?" Estas cuestiones no son diferentes de los que se enfrentan los gestores tratan de mejorar en otros campos. La aplicación sistemática de métodos de mejora son idénticos. ... No debería haber ninguna razón nuestros familiares los principios de calidad e ingeniería de procesos que no funcionen en el proceso de venta

### Trilogía de Juran
También desarrolló la "trilogía de Juran," un enfoque de la gestión de que se compone de tres procesos de gestión: la planificación, el control de la calidad y la mejora de la calidad

### Transferencia de la calidad del conocimiento entre Oriente y Occidente
Durante su visita a Japón en 1966, se enteró del concepto japonés de Círculo de Calidad que evangelizó con entusiasmo en Occidente. Juran también actuó como un casamentero entre EE.UU. y las compañías japonesas en busca de las introducciones a cada uno en el otro.

## Muerte
Juran murió de un infarto a la edad de 103 en Rye, Nueva York.

#### Libros
- Quality Control Handbook, New York, New York: McGraw-Hill, 1951, OCLC 1220529.

Eventually published in five editions:  2nd edition, 1962, 3rd edition, 1974, 4th edition, 1988, 5th edition, 1999
- Managerial Breakthrough, New York, New York: McGraw-Hill, 1964.
- Management of Quality Control, New York, New York: Joseph M. Juran, 1967, OCLC 66818686.
- Quality Planning and Analysis, New York, New York: McGraw-Hill, 1970.
- Upper Management and Quality, New York, New York: Joseph M. Juran, 1980, OCLC 8103276.
- Juran on Planning for Quality, New York, New York: The Free Press, 1988, OCLC 16468905.

#### Ensayos publicados
- «Directions for ASQC», Industrial Quality Control (Buffalo, New York: Society of Quality Control Engineers), November, 1951.
- «Universals in Management Planning and Control», Management Review (New York, New York: American Management Association), November, 1954: 748–761.
- «Improving the Relationship between Staff and Line», Personnel (New York, New York: American Management Association), May, 1956.
- «Industrial Diagnostics», Management Review (New York, New York: American Management Association), June, 1957.
- «Operator Errors—Time for a New Look», ASQC Journal (New York, New York: American Society for Quality Control), February, 1968.
- «The QC Circle Phenomenon», Industrial Quality Control (Buffalo, New York: Society of Quality Control Engineers), January, 1967.
- «Mobilizing for the 1970s», Quality Progress (New York, New York: American Society for Quality Control), August, 1969.
- «Consumerism and Product Quality», Quality Progress (New York, New York: American Society for Quality Control), July, 1970.
- «And One Makes Fifty», Quality Progress (New York, New York: American Society for Quality Control), March, 1975.
- «The Non-Pareto Principle:  Mea Culpa», Quality Progress (New York, New York: American Society for Quality Control), May, 1975.
- «Khrushchev's Venture into Quality Improvement», Quality Progress (New York, New York: American Society for Quality Control), January, 1976.
- «Japanese and Western Quality—a Contrast», Quality Progress (New York, New York: American Society for Quality Control), December, 1978.